# Надирадзе, Георгий (велогонщик)
Георгий Надирадзе (груз. გიორგი ნადირაძე , род. 25 сентября 1987 в Тбилиси, СССР) — грузинский шоссейный велогонщик. Многократный чемпион Грузии в различных дисциплинах. Участник летних Олимпийских игр 2012 года.

## Достижения
2010
- Чемпион Грузии в групповой гонке

2011
- Чемпионат Грузии
  -  Чемпион в групповой гонке
  -  Чемпион в индивидуальной гонке на время

2012
- Чемпионат Грузии
  -  Чемпион в групповой гонке
  -  Чемпион в индивидуальной гонке на время

2013
- Чемпионат Грузии
  -  групповая гонка — 2-е место
  -  индивидуальная гонка на время — 3-е место